# Prototroctes oxyrhynchus
Prototroctes oxyrhynchus är en fiskart som beskrevs av Günther, 1870. Prototroctes oxyrhynchus ingår i släktet Prototroctes och familjen Retropinnidae. IUCN kategoriserar arten globalt som utdöd. Inga underarter finns listade i Catalogue of Life.